# HD 150897
HD 150897 är en vit stjärna i huvudserien i Altarets stjärnbild.
Stjärnan har visuell magnitud +6,47 och befinner sig därför vid gränsen för vad som går att se för blotta ögat vid mycket god seeing.